# Ilana Kohen
Ilana Kohen (hebrejsky: אילנה כהן; narozena 16. listopadu 1943 Irák) je izraelská politička a bývalá poslankyně Knesetu za stranu Am echad.

## Biografie
Narodila se 16. listopadu 1943 v Iráku. V roce 1949 přesídlila do Izraele. Vystudovala školu pro zdravotní sestry při nemocnici Asaf ha-Rofe. Pracuje jako zdravotní sestra.

## Politická dráha
Předsedala odborové organizaci zdravotních sester v celostátním odborovém svazu.
V izraelském parlamentu zasedla po volbách do Knesetu v roce 2003, v nichž nastupovala za stranu Am echad. Tato strana se během následující doby připojila k Straně práce. V parlamentu Ilana Kohen působila ve výboru finančním, výboru pro vědu a technologie, výboru pro práva dětí a výboru práce, sociálních věcí a zdravotnictví.